# Rue Léon-Durocher
La rue Léon-Durocher est une voie publique de Nantes, en France.

## Situation et accès
Située dans le quartier de l'île de Nantes, cette artère rectiligne, longue d'environ 130 mètres, qui est bitumée et ouverte à la circulation routière, relie la rue la Tour-d'Auvergne au boulevard de la Prairie-au-Duc. Elle rencontre la rue Pierre-Landais sur son parcours.

## Origine du nom
La voie est baptisée en l'honneur de Léon Durocher, poète, dramaturge, humoriste, chansonnier régionaliste breton, brittophone engagé dans des associations bretonnes. 

## Historique
L'artère est percée dans les années 1970, d'abord entre les rues la Tour-d'Auvergne et Pierre-Landais, avant d'être prolongée jusqu'au boulevard de la Prairie-au-Duc durant la décennie suivante.
Ce nom actuel lui est attribué à la suite de la délibération du conseil municipal du 17 mai 1976.